# Famille Bertran
Pour les articles homonymes, voir Bertran et Familles Bertrand.
Ne doit pas être confondu avec Bertrand.
 (juin 2022).
Si vous disposez d'ouvrages ou d'articles de référence ou si vous connaissez des sites web de qualité traitant du thème abordé ici, merci de compléter l'article en donnant les références utiles à sa vérifiabilité et en les liant à la section « Notes et références ».
La famille Bertran(d) est une famille éteinte de la noblesse normande. Elle compte un maréchal de France

## Historique

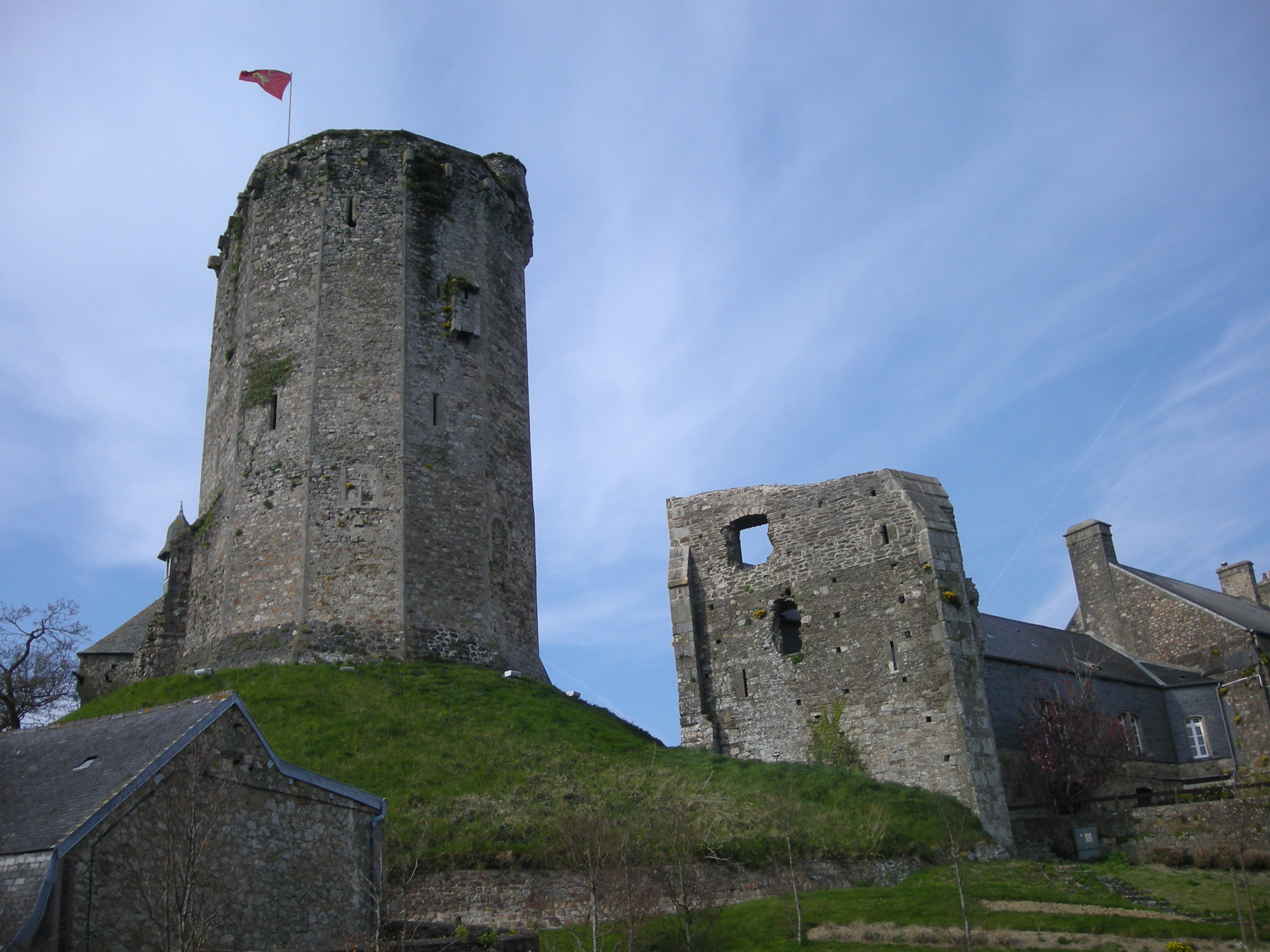
Le donjon du Château de Bricquebec

La famille Bertran(d) serait issue de Thurstin de Bastembourg ou Richard Turtain (° v. 945), également à l'origine de la maison de Montfort-sur-Risle. C'est Guillaume Ier (° v. 970-1010), fils de Richard Turtain et de N. Aubere, baron de Bricquebec, qui devint vicomte du Cotentin et prit le nom de Bertran. Il épousa une demoiselle de Beaufou dont il eut Guillaume II (° av. 1010-† apr. 1049), baron de Bricquebec, qui épousa une demoiselle d'Aumale, dont il eut Guillaume, qui participa à la conquête de 1066, et fut l'ancêtre de la branche anglaise des barons de Bothal et de Mitford (comté du Northumberland).
Depuis le XIe siècle, l'aîné des garçons s'appelle Robert, le second garçon Guillaume. Cette particularité a entraîné des confusions chez les généalogistes.

## Personnalités

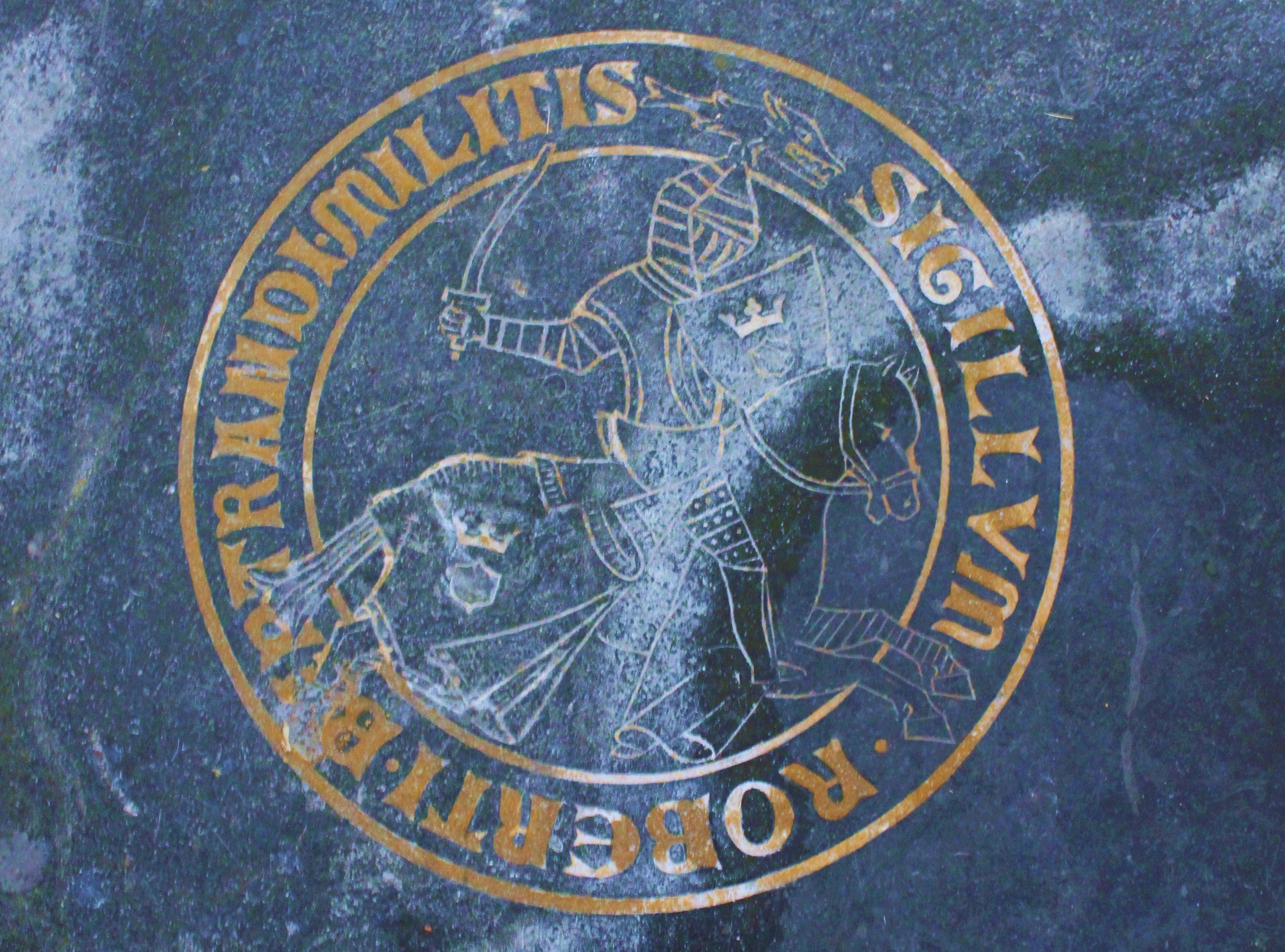
Pierre tombale avec le sceau de Bertrand de Bricquebec dans le chœur de l'église Saint-Sauveur de Beaumont-en-Auge (Calvados).

- Robert Ier, dit le Torz (c. 1050-1082)[3], qui a épousé Suzanne N… et dont il eut Robert II. Il est le premier seigneur de Bricquebec attesté par les textes [note 1], qui vers 1060 est l'auteur d'une donation conséquente en faveur de l'abbaye Saint-Ouen de Rouen, comprenant l'église de Bricquebec et d'autres des environs. Il est témoin à la même période de plusieurs actes ducaux, et porte ponctuellement un titre vicomtal[4]. Il fut également l'un des acteurs de la politique de stabilisation en Cotentin se Guillaume II de Normandie après la révolte de 1046-1047 et la bataille du Val-ès-Dune.
- Robert II (1080-1138), fils du précédent, baron de Bricquebec, marié à Adèle, fille du comte Étienne d'Aumale, branche de la maison des comtes de Blois et comtes de Champagne. Il aurait participé en 1099 à la prise de Jérusalem, et fut tué en 1138 à la bataille de l'Orne, devant Caen. Lors des guerres de successions survenues après la mort Henri Ier, il fut l'un des opposants à Geoffroy Plantagenêt[4].
- Robert III, dit le Tort (1115-1174), fils du précédent, marié à Adelize d'Aumale ou une fille du seigneur de Vitré.
- Robert IV (1144-† av. 1194), fils du précédent, baron de Bricquebec, seigneur de Roncheville, Fauguernon, Fontenay-le-Marmion, plus la moitié de la ville et du port de Honfleur. Il devait pour sa baronnie de Bricquebec le service de cinq chevaliers et détenait en propre le service de trente-trois chevaliers[4], et il est décédé avant janvier 1194, date à laquelle son héritage est confirmé à son fils aîné Robert V Bertran[4]. Il épouse Jeanne Tesson [note 2], dame de Thury et de Fontenay-le-Marmion, fille de Raoul IV Taisson.
- Robert V (° apr. 1180-† v. 1202), fils du précédent. Le 6 janvier 1194, le roi Richard Cœur de Lion lui confirme les terres ayant appartenu à son père. La baronnie possède alors de nombreux fiefs à travers la Normandie : Auderville, Brucheville, Gréville, Magneville, Sottevast, Roncheville, Honfleur, Darneville, Sahus-en-Caux, la terre du Molay, Sénoville, Belval, Varenguebec…[5]. Fidèle aux Plantagenêt, il s'opposa à Philippe Auguste et signa en 1197 un traité d'alliance avec Richard Ier d'Angleterre et le comte de Flandres, contre le roi de France. Marié à Jeanne de Trie, des comtes de Clermont, il eut deux enfants : Robert VI et Guillaume.
- Robert VI († 1272), fils du précédent. À la mort de son père, en 1202, il est mineur et dut attendre jusqu'en 1207 pour récupérer ses fiefs normands confisqué par Philippe Auguste[4] auquel il rendit hommage. Il participa en 1214 à la bataille de Bouvines, et accompagna en 1226 le dauphin, futur Louis VIII, en Angleterre, lorsque les barons révoltés contre Jean sans Terre proposèrent au dauphin la couronne d'Angleterre. Il épousa en 1245 Alix de Tancarville[note 3], fille de Raoul, sénéchal héréditaire de Normandie. Ils eurent trois enfants : deux garçons, Robert VII ci-après et Guillaume († av. 1309), baron de Thury, époux de Laurence sœur du maréchal Foulques du Merle, et une fille, Adeline, mariée à Thomas, seigneur de Bricqueville.
- Robert VII (1252-† v. 1307), fils du précédent, baron de Bricquebec, vicomte de Roncheville. Il épousa en 1270 Alix de Clermont-Nesle (1255-† ), fille de Simon II de Clermont et d'Alix de Montfort[note 4], dont il eut cinq enfants : deux garçons et trois filles. L'aîné des garçons, Robert VIII, le puîné Guillaume devint évêque-comte de Noyon en 1331 et évêque de Bayeux en 1338, Alix qui épousa Robert, sire d'Estouteville et de Valmont.
- Robert VIII (° c. 1273-† 3 août 1348), baron de Bricquebec, maréchal de France, fils du précédent. Il épousa en 1318 Marie de Sully du Berry, fille aînée de Henri IV de Sully, baron de Châlus, etc., grand Bouteiller de France et de Jeanne de Vendôme. Robert VIII eut cinq enfants : deux garçons et trois filles : Robert IX, Guillaume, Philippine, Jeanne la Jeune et Jeanne l'aînée.
- Robert IX (° c. 1320-1346), fils du précédent, dit le « Chevalier au Vert Lion », né pendant l'ambassade de son père au Luxembourg, il s'était vu conféré le titre de Maréchal des armées royales et fut tué à la bataille de Crécy le 26 août 1346.
- Guillaume (° c. 1322-† 1352), frère du précédent, épousa Jeanne Bacon, fille du seigneur du Molay. Il fut tué à la bataille de Mauron en Bretagne le 14 août 1352, sans descendance entraînant l'extinction de la branche mâle des Bertran. Ses trois sœurs se partagèrent la baronnie.
- Philippine qui épousa Gérard Chablot, seigneur de Rais.
- Jeanne la Jeune mariée en 1338 à Guy, seigneur de la Roche-Guyon.
- Jeanne l'aînée qui épousa en 1345 Guillaume VI Paynel († 1361), fils de Foulques et d'Agnès de Chanteloup, baron de Hambye et d'Olonde en Canville-la-Roque, seigneur de Bricqueville[6], qui devient le nouveau seigneur du château de Bricquebec. La baronnie passe dans la famille des Paisnel. En 1360, Jeanne récupéra l'héritage de ses sœurs et la baronnie retrouva tous ses domaines[7].

## Filiation
D'après André Davy :
- Guillaume Ier (° v. 970-† 1010), baron de Bricquebec, vicomte du Cotentin qui prit le nom de Bertran
  × demoiselle de Beaufou
  - Guillaume II, baron de Bricquebec (° av. 1010-† apr. 1049)
  × demoiselle d'Aumale
    - Guillaume. Il participa à la conquête de 1066, et est l'ancêtre de la branche anglaise des barons de Bothal et de Mitford.

- Robert Ier, dit le Torz († 1082)
  × Suzanne N.
  - Robert II, baron de Bricquebec (° 1080-† 1138)
  × Alix, fille du comte d'Aumale
    - Robert III dit le Tort (° 1115-† 1174)
  × Adelize d'Aumale ou une fille du seigneur de Vitré
      - Robert IV (° 1144-† 1205), baron de Bricquebec
  × Jeanne Tesson, fille de Raoul IV Taisson, dame de Thury, de Fontenay-le-Marmion
        - Robert V (° apr. 1180-† v. 1242)
  × Jeanne de Trie, des comtes de Clermont
          - Robert VI († 1272), seigneur de Fontenay-le-Marmion
  × en 1245 Alix de Tancarville, fille de Raoul
            - Guillaume († av. 1309), baron de Thury
            - Adeline
  × Thomas, seigneur de Bricqueville
            - Robert VII († v. 1307), baron de Bricquebec, vicomte de Roncheville
  × en 1270 Alix de Clermont-Nesle
              - Guillaume, chanoine de Beauvais, évêque-comte de Noyon (1331), évêque de bayeux (1338)
              - Alix
  × Robert, sire d'Estouteville et de Valmont
              - Robert VIII dit le chevalier au Vert-Lion (° v. 1273-3 août 1348), baron de Bricquebec, maréchal de France
  × n 1318Marie de Sully du Berry
                - Robert (° v. 1320-1346 à la bataille de Crécy)
                - Guillaume (° v. 1322-1352 à la bataille de Mauron)
  × Jeanne Bacon, fille du seigneur du Molay, sans postérité
                - Philippine
  × Gérard Chablot, seigneur de Rais
                - Jeanne la Jeune
  × en 1338 Guy, seigneur de la Roche-Guyon
                - Jeanne l'aînée
  × Guillaume Paisnel, fils de Foulques et d'Agnès de Chanteloup, baron de Hambye et d'Olonde en Canville-la-Roque

## Armoiries
La famille portait pour écu : d'or au lion de sinople, armé et lampassé de gueules et couronné d'argent,. Ce blason a été repris par la ville de Bricquebec.

## Alliances
Les principales alliances de la famille sont : d'Aumale (XIIe), Tesson (XIIe), de Trie (XIIIe), de Tancarville (1245), de Clermont (1270), de Sully (1310), Paynel (XVIe), de La Roche-Guyon (XIVe), d'Estouteville (XIVe).